# 이영주 (1999년)
이영주(1999년 3월 9일 ~ )은 대한민국의 배구 선수로 포지션은 리베로이다.
현재 V-리그의 수원 현대건설 힐스테이트 소속으로 뛰고 있다.

## 수상 경력

### 단체 수상

#### 개인 클럽
- 수원 현대건설 힐스테이트 (2017-)
  - V-리그
    - 정규리그
      - 1위(시즌 조기종료) (1회) : 2019-20

  - KOVO컵
    -  우승 (2회) : 2019, 2021